# Орман (Охрид)
Орман (мкд. Орман) је насеље у Северној Македонији, у југозападном делу државе. Орман припада општини Охрид.

## Географија
Насеље Орман је смештено у југозападном делу Северне Македоније. Од најближег града, Охрида, насеље је удаљено 2,5 km северозападно, па је заправо његово предграђе.
Орман се налази у историјској области Охридски крај, која се обухвата источну и североисточну обалу Охридског језера. Насеље у невеликом Охридском пољу, које се пружа на североисточној страни Охридског језера. Северно од насеља се изидже побрђе Горенци. Надморска висина насеља је приближно 720 метара.
Клима у насељу, и поред знатне надморске висине, има жупне одлике, па је пре умерено континентална него планинска.

## Становништво
Орман је према последњем попису из 2002. године имао 104 становника. 
Већину становништва чине етнички Македонци (100%).
Већинска вероисповест је православље.